# Circinus X-1
Désignations
Circinus X-1 est un système d'étoiles binaires à rayons-X qui comprend une étoile à neutrons. L'observation de Circinus X-1 en juillet 2007 a révélé la présence d'émission de jets de rayons-X que l'on trouve normalement dans les systèmes composés de trous noirs ; c'est le premier du genre à être découvert qui présente cette similitude avec les trous noirs. Circinus X-1 pourrait être l'une des binaires à rayons X les plus jeunes observées.

## Position, distance
Le 14 juin 1969, la fusée Aerobee 150, lancée depuis Natal à Rio Grande do Norte au Brésil, a obtenu des données de rayons X lors d'un balayage de la région du ciel Norma-Lupus-Circinus qui a détecté une source bien isolée à ℓ = 321,4 ± 0,9 ° b = -0,5 ± 2 ° (coordonées galactiques), RA 15h 14m Déc -57° 49′   dans la constellation du Compas et appelé Circinus XR-1 (Cir XR-1). La distance avec Circinus X-1 n'a pas été bien établie, avec une distance minimale de 13 400 années-lumière et une distance maximale de 26 000 années-lumière.
Le 23 juin 2015, un article publié sur le site Web de l'observatoire à rayons X Chandra de la NASA a révélé qu'une équipe internationale d'astronomes a réussi à déterminer sa distance avec la Terre avec plus de précision - via une méthode de triangulation des rayons-X émis par l'étoile, résonnant à travers les nuages stellaires et la poussière interstellaire - Situant le système à environ 30 700 années-lumière.

## Source de rayons X et âge liés au reste de supernova

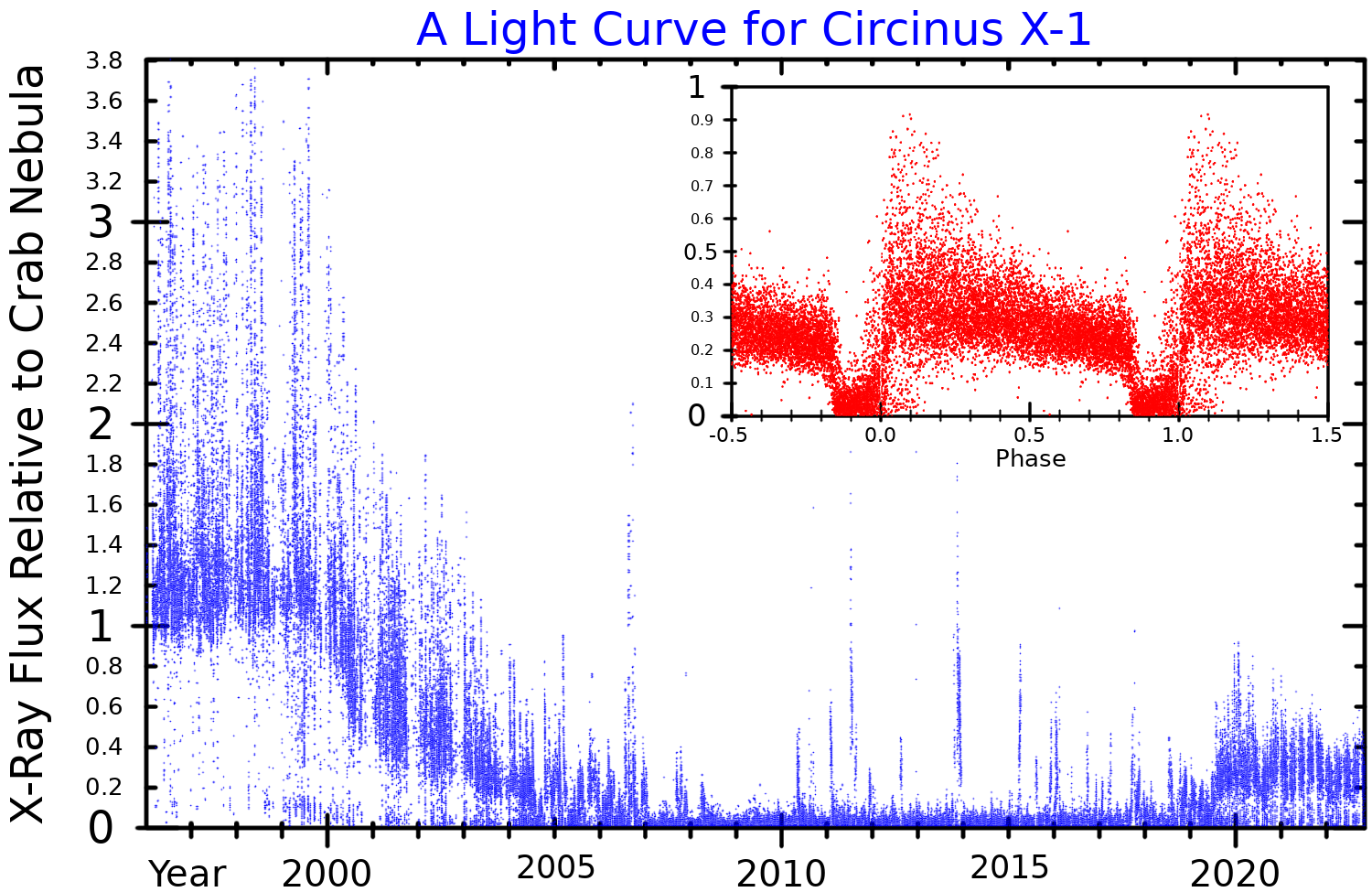
Courbes de lumière des rayons X pour Circinus X-1. Le graphique principal montre la variabilité à long terme et le graphique ici montre la variabilité à court terme avec une période d'environ 16,6 jours. Adapté de Yu et al. (2024)

Une période de rayons X de 16,6 jours a été prouvée par Kaluzienski et al. La source de rayons X est supposée être une étoile à neutrons faisant partie d'une binaire à rayons X de faible masse (LMXB), un sursaut de rayons X de type I. Les nébuleuses à rayons X et radio entourant Circinus X-1 ont des propriétés compatibles avec un jeune vestige de supernova. Ce cas rare d'une binaire à rayons X apparemment associé à un reste de supernova suggère que l'étoile binaire est très jeune à l'échelle du temps cosmique et peut-être âgé d'au moins 4 600 ans. Une association de Circinus X-1 avec un autre reste de supernova proche, G321.9-0.3, a été rejetée.

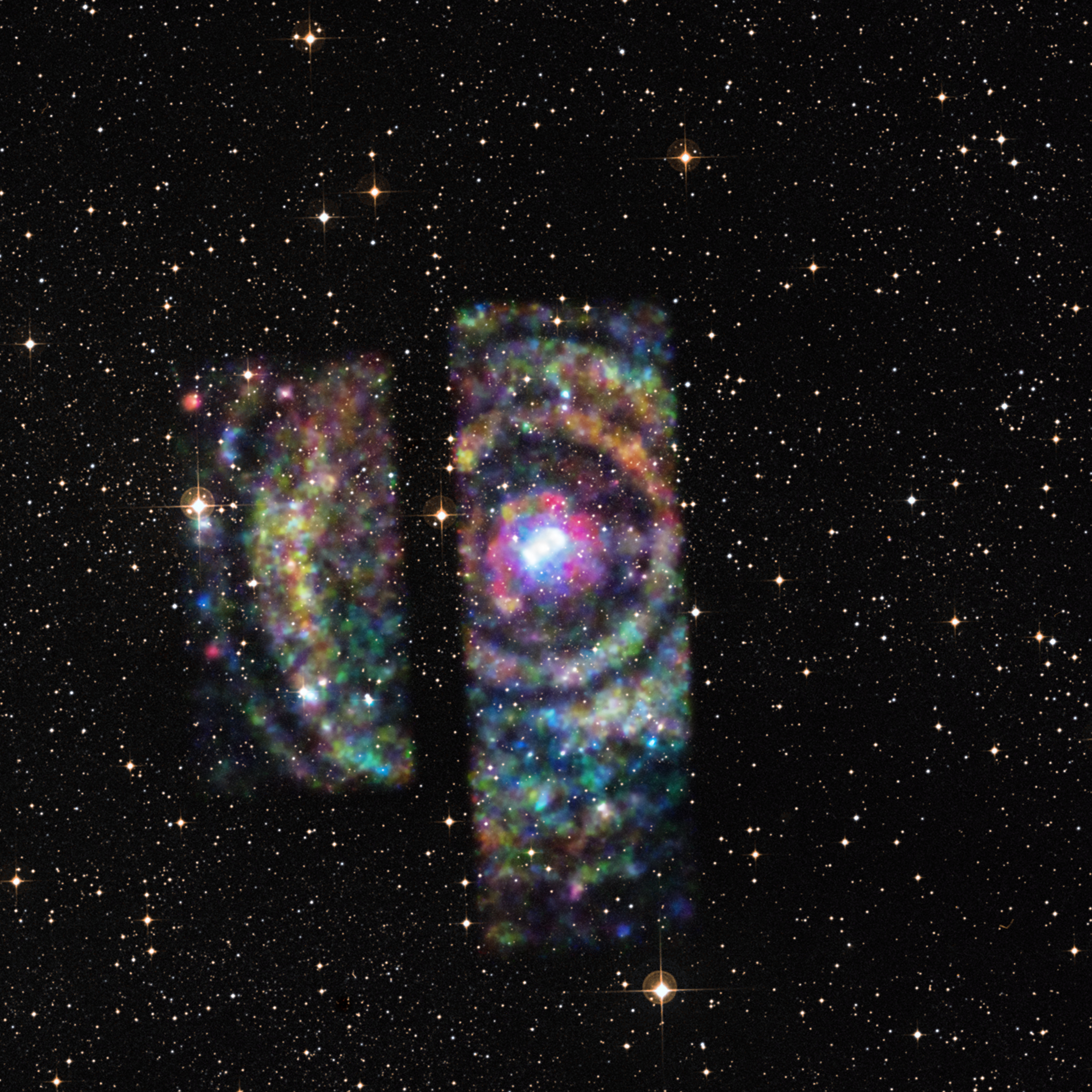
Anneaux de lumière X provenant d'une étoile à neutrons dans Circinus X-1 (24 juin 2015 ; Observatoire de rayons X Chandra).

## Autres régions spectrales
La nature binaire de Cir X-1 a été établie. La composante radio du système binaire et d'une possible Composante visuelle ont été identifiées par Whelan et al. Sa composante infrarouge a été localisée et a montré une éruption avec une période de 16,6 jours par Glass. Un homologue optique précis (fortement rougi ,maintenant connu sous le nom de BR Cir) a été identifié par Moneti,.